# Hervé Matthys
Hervé Matthys (Bruges, 19 gennaio 1996) è un calciatore belga, difensore del Motor Lublino.

## Caratteristiche tecniche
Difensore centrale di piede mancino, dotato di buona velocità e abile nel gioco aereo, può essere utilizzato anche come terzino.

## Carriera

### Club
Cresciuto nei settori giovanili di Cercle Bruges e Club Bruges, nel 2012 approda all'Anderlecht. Dopo tre anni e mezzo trascorsi con la squadra di Bruxelles, il 25 gennaio 2016 passa in prestito al Westerlo; resta con il club fiammingo anche nella stagione successiva.
Il 28 giugno 2017 viene tesserato con un biennale dall'Eindhoven; messosi in mostra con i biancoblu, il 14 luglio 2018 viene acquistato dall'Excelsior, con cui si lega fino al 2021.

### Nazionale
Ha giocato in tutte le nazionali giovanili belghe comprese tra l'Under-15 e l'Under-19.

## Statistiche

### Presenze e reti nei club
Statistiche aggiornate al 1º settembre 2018.
| Stagione          | Squadra           | Campionato        | Campionato | Campionato | Coppe nazionali | Coppe nazionali | Coppe nazionali | Coppe continentali | Coppe continentali | Coppe continentali | Altre coppe | Altre coppe | Altre coppe | Totale | Totale | Totale |
| Stagione          | Squadra           | Comp              | Pres       | Reti       | Comp            | Pres            | Reti            | Comp               | Pres               | Reti               | Comp        | Pres        | Reti        | Pres   | Reti   |        |
| ----------------- | ----------------- | ----------------- | ---------- | ---------- | --------------- | --------------- | --------------- | ------------------ | ------------------ | ------------------ | ----------- | ----------- | ----------- | ------ | ------ | ------ |
| 2014-2015         | Anderlecht        | D1                | 0          | 0          | CB              | 1               | 0               | UCL                | -                  | -                  | SB          | -           | -           | 1      | 0      |        |
| 2015-gen. 2016    | Anderlecht        | D1                | 0          | 0          | CB              | 0               | 0               | UEL                | -                  | -                  | -           | -           | -           | 0      | 0      |        |
| Totale Anderlecht | Totale Anderlecht | Totale Anderlecht | 0          | 0          |                 | 1               | 0               |                    | -                  | -                  |             | -           | -           | 1      | 0      |        |
| gen.-giu. 2016    | Westerlo          | D1                | 1          | 0          | CB              | -               | -               | -                  | -                  | -                  | -           | -           | -           | 1      | 0      |        |
| 2016-2017         | Westerlo          | D1                | 6          | 0          | CB              | 0               | 0               | -                  | -                  | -                  | -           | -           | -           | 6      | 0      |        |
| Totale Westerlo   | Totale Westerlo   | Totale Westerlo   | 7          | 0          |                 | 0               | 0               |                    | -                  | -                  |             | -           | -           | 7      | 0      |        |
| 2017-2018         | Eindhoven         | EE                | 33         | 1          | KB              | 2               | 0               | -                  | -                  | -                  | -           | -           | -           | 35     | 1      |        |
| 2017-2018         | Excelsior         | ED                | 4          | 0          | KB              | 0               | 0               | -                  | -                  | -                  | -           | -           | -           | 4      | 0      |        |
| Totale carriera   | Totale carriera   | Totale carriera   | 44         | 1          |                 | 3               | 0               |                    | -                  | -                  |             | -           | -           | 47     | 1      |        |

## Palmarès

### Club

#### Competizioni giovanili
- Torneo di Viareggio: 1

Anderlecht: 2013